# Buhakiv, Nemîriv
Buhakiv (în ucraineană Бугаків) este o comună în raionul Nemîriv, regiunea Vinnița, Ucraina, formată numai din satul de reședință.

## Demografie
Componența lingvistică a satului Buhakiv
     Ucraineană (96,32%)
     Rusă (2,45%)
     Română (1,07%)
     Alte limbi (0,15%)
Conform recensământului din 2001, majoritatea populației satului Buhakiv era vorbitoare de ucraineană (96,32%), existând în minoritate și vorbitori de rusă (2,45%) și română (1,07%).